# اچ‌ام‌اس اوتر (اس۱۵)
اچ‌ام‌اس اوتر (اس۱۵) (به انگلیسی: HMS Otter (S15)) یک زیردریایی بود که طول آن 295 ft 3 in بود. این زیردریایی در سال ۱۹۶۱ ساخته شد.